# Robert Rietti
Robert Rietti, souvent crédité Robert Rietty, né le 8 février 1923 à Paddington (actuellement un quartier de Londres) et mort le 3 avril 2015 à Londres, est un acteur et réalisateur britannique d'origine italienne.

## Filmographie

### Au cinéma
- 1933 : Facing the Music
- 1933 : Happy
- 1933 : La Vedette et le Mannequin (en) (Heads We Go) de Monty Banks
- 1933 : On Secret Service (en)
- 1933 : The Medicine Man (en)
- 1934 : Girls Will Be Boys
- 1934 : I Spy
- 1934 : La Dernière Aventure de Don Juan
- 1934 : Le Juif Süss
- 1934 : Master and Man (en) de John Harlow
- 1934 : My Song Goes Round the World
- 1934 : The Scarlet Pimpernel
- 1935 : Children of the Fog
- 1935 : Emil and the Detectives
- 1935 : In Town Tonight
- 1938 : The Challenge (en)
- 1946 : Une question de vie ou de mort
- 1948 : One Night with You
- 1948 : Sleeping Car to Trieste
- 1949 : Call of the Blood
- 1949 : Donnez-nous aujourd'hui
- 1950 : Prelude to Fame
- 1953 : Une étrange jeune mariée (Always a Bride) de Ralph Smart
- 1953 : Capitaine Paradis
- 1953 : Cinq heures de terreur
- 1953 : La Valse de Monte-Carlo (Melba)
- 1954 : The Black Rider (en)
- 1954 : Commando à Rhodes (They Who Dare)
- 1955 : Born for Trouble
- 1955 : Dossier secret
- 1955 : La Terre des pharaons
- 1955 : Stock Car
- 1956 : Alexandre le Grand
- 1956 : Checkpoint
- 1957 : Don Quichotte
- 1957 : C'est bien ma veine
- 1957 : Let's Be Happy
- 1957 : The Truth About Women de Muriel Box
- 1957 : Blue Murder at St. Trinian's
- 1958 : La Brigade des bérets noirs
- 1958 : Le Conte des deux villes
- 1958 : L'Ennemi silencieux
- 1958 : L'Homme au masque de verre
- 1960 : Bluebeards Ten Honeymoons
- 1960 : Coulez le Bismarck !
- 1960 : Les Conspiratrices
- 1960 : The Boy Who Stole a Million
- 1961 : La Lame nue
- 1961 : Le Cid
- 1961 : Le Visage du plaisir
- 1961 : The Middle Course
- 1961 : Two Wives at One Wedding
- 1962 : James Bond 007 contre Dr No (uniquement voix de deux acteurs, sur la VO)
- 1962 : Lawrence d'Arabie
- 1962 : L'Esclave du pharaon
- 1962 : Light in the Piazza
- 1962 : Le Limier de Scotland Yard (On the Beat)
- 1962 : Time to Remember
- 1963 : L'Ombre du passé
- 1964 : Becket
- 1964 : La Chute de l'empire romain
- 1964 : Le Château des morts vivants
- 1964 : The Scarlet Blade
- 1965 : Le Docteur Jivago
- 1965 : Opération Tonnerre
- 1965 : The Crooked Road
- 1965 : The Night Caller
- 1966 : La Bible
- 1967 : Casino Royale
- 1967 : Five Golden Dragons
- 1967 : Jugement à Prague
- 1967 : On ne vit que deux fois
- 1968 : Barbarella
- 1968 : La Motocyclette
- 1968 : Services spéciaux, division K
- 1969 : A Talent for Loving
- 1969 : Assassinats en tous genres
- 1969 : Au service secret de Sa Majesté
- 1969 : La Tente rouge
- 1969 : L'or se barre
- 1970 : Deep End
- 1970 : Hell Boats
- 1970 : Song of Norway
- 1970 : Un estate con sentimento
- 1971 : Captain Apache
- 1971 : Les Aventuriers de l'ouest sauvage (ou Les Brutes dans la ville)
- 1971 : Les Complices de la dernière chance
- 1971 : Un dimanche comme les autres
- 1972 : Frenzy
- 1972 : Histoires d'outre-tombe
- 1972 : L'Île au trésor : Long John Silver (voix)
- 1973 : Gawain and the Green Knight
- 1973 : La Cinquième Offensive
- 1973 : Le Voyage fantastique de Sinbad
- 1973 : Les Dix Derniers Jours d'Hitler
- 1973 : Maison de poupée
- 1973 : Mon nom est Personne
- 1974 : Dix petits nègres
- 1974 : Frissons d'outre-tombe
- 1974 : Le Crime de l'Orient-Express
- 1974 : Portier de nuit
- 1975 : Paper Tiger
- 1975 : The Hiding Place de James F. Collier : Willem ten Boom

### À la télévision
- 1939 : The Little Father of the Wilderness (téléfilm)
- 1947 : Hamlet (téléfilm)
- 1951 : To Live in Peace (téléfilm)
- 1951-1959 : BBC Sunday-Night Theatre (série télévisée)
- 1952 : Two Dozen Red Roses (téléfilm)
- 1953-1955 : Douglas Fairbanks, Jr., Presents (série télévisée)
- 1956 : The Adventures of Aggie  (série télévisée)
- 1956 : The Buccaneers (série télévisée)
- 1956-1957 : ITV Television Playhouse (série télévisée)
- 1956-1957 : Sailor of Fortune (série télévisée)
- 1957 : O.S.S. (série télévisée)
- 1957 : The Jack Benny Program  (série télévisée)
- 1957 : The New Adventures of Martin Kane  (série télévisée)
- 1958 : Hotel Imperial (série télévisée)
- 1958 : I The Verdict Is Yours (série télévisée)
- 1958 : Shadow Squad (série télévisée)
- 1958 : Women in Love (téléfilm)
- 1959 : Alfred Marks Time  (série télévisée)
- 1959 : Dial 999 (série télévisée)
- 1959 : Glencannon (série télévisée)
- 1959 : Ici Interpol (série télévisée)
- 1959 : L'Homme invisible (série télévisée)
- 1959 : Saturday Playhouse (série télévisée)
- 1959-1960 : The Four Just Men (série télévisée)
- 1959-1966 : No Hiding Place  (série télévisée)
- 1960 : Man from Interpol (série télévisée)
- 1961 : Alcoa Presents: One Step Beyond (série télévisée)
- 1961 : Hurricane (téléfilm)
- 1961 : Top Secret (série télévisée)
- 1962 : Richard the Lionheart (série télévisée)
- 1962 : Sir Francis Drake (série télévisée)
- 1962 : The Cheaters (série télévisée)
- 1962 : The Edgar Wallace Mystery Theatre (série télévisée)
- 1963 : Best of Friends (série télévisée)
- 1963 : Ce sentimental M. Varela (série télévisée)
- 1963 : Chapeau melon et bottes de cuir (série télévisée)
- 1963 : Ghost Squad (série télévisée)
- 1963 : Man of the World (série télévisée)
- 1964-1965 : ITV Play of the Week (série télévisée)
- 1965-1970 : The Troubleshooters (série télévisée)
- 1965 : Danger Man (série télévisée)
- 1967 : Le Prisonnier (série télévisée)
- 1967 : L'Homme à la valise (série télévisée)
- 1967 : Uncle Charles (série télévisée)
- 1968 : The Ugliest Girl in Town  (série télévisée)
- 1969 : Département S (série télévisée)
- 1969 : Le Saint (série télévisée)
- 1970 : Alerte dans l'espace (série télévisée)
- 1971 : From a Bird's Eye View (série télévisée)
- 1972 : Amicalement vôtre (série télévisée)
- 1972 : L'Aventurier (série télévisée)
- 1973 : Wessex Tales (série télévisée)
- 1974 : The Early Life of Stephen Hind (téléfilm)
- 1975-1976 : Cosmos 1999 (série télévisée)
- 1977 : Voyage dans l'inconnu (série télévisée)